# Municipio de Taylor (Illinois)
El municipio de Taylor (en inglés, Taylor Township) es un municipio del condado de Ogle, Illinois, Estados Unidos. Tiene una población estimada, a mediados de 2022, de 920 habitantes.

## Geografía
Está ubicado en las coordenadas 41°54′34″N 89°20′5″O / 41.90944, -89.33472. Según la Oficina del Censo de los Estados Unidos, tiene una superficie total de 40.4 km², de la cual 39.5 km² corresponden a tierra firme y 0.9 km² están cubiertos de agua.

## Demografía
Según el censo de 2020, en ese momento había 936 personas residiendo en la zona. La densidad de población era de 23.7 hab./km². El 94.87 % de los habitantes eran blancos, el 0.32 % eran afroamericanos, el 0.64 % eran asiáticos, el 1.71 % eran de otras razas y el 2.46 % eran de una mezcla de razas. Del total de la población, el 2.78 % eran hispanos o latinos de cualquier raza.